# Synagoga Al-Ghariba w Ar-Rijadzie

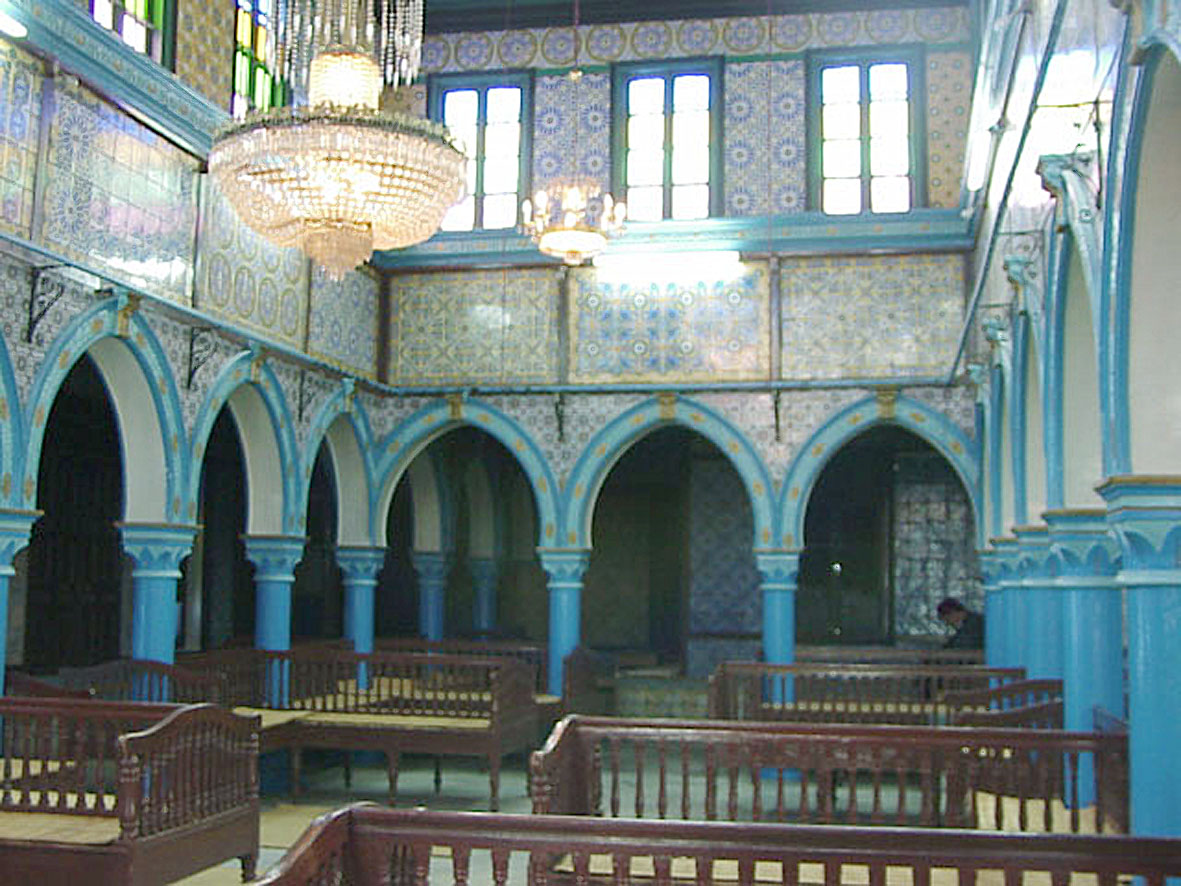
Wnętrze synagogi

Synagoga Al-Ghariba w Ar-Rijadzie (arab. كنست الغريبة, fr. Synagogue de la Ghriba) – sefardyjska synagoga znajdująca się w Ar-Rijadzie, na tunezyjskiej wyspie Dżerba, kilka kilometrów na południowy zachód od Haumat as-Suk. Jest najstarszą zachowaną synagogą w Afryce Północnej.

## Historia
Tradycja głosi, że synagogę założyli kapłani, którzy uciekli z Jerozolimy po zniszczeniu Świątyni Salomona przez Nabuchodonozora w 586 roku p.n.e. Kapłani mieli ze sobą zabrać drzwi i kamień z ołtarza zniszczonej świątyni. Dziś zwiedzający mogą zobaczyć ten kamień wmurowany w sklepienie synagogi.
Inne tradycje usiłują wyjaśnić znaczenie i świętość budowli. Jedna z nich mówi, że synagoga została zbudowana na miejscu, gdzie mieszkała pewna młoda obca dziewczyna (ghariba), która nie była akceptowana przez mieszkańców wyspy. Pewnego dnia zmarła w wyniku pożaru, który zniszczył jej szałas, ale nie uszkodził ciała. Wówczas Żydzi uznali ją za świętą i postanowili na tym miejscu wznieść synagogę. Inna wersja tradycji mówi, że dziewczyna była uchodźcą z Izraela, zabrała ze sobą zwój Tory i kamień ze Świątyni Jerozolimskiej. Synagoga zaś miała powstać w miejscu, gdzie zmarła z wyczerpania.
W szklanych gablotach eksponuje się srebro, podarowane przez odwiedzających.
Obecna synagoga powstała w XIX wieku na miejscu budowli z XVI wieku. W odróżnieniu od innych synagog na wyspie składa się z dwóch krytych sal. 5 października 1985 roku arabski ochroniarz otworzył ogień do modlących się w synagodze Żydów. Zginęło 5 Żydów, a 2 osoby zostały ranne. 11 kwietnia 2002 doszło do zamachu - ciężarówka wypełniona gazem eksplodowała w pobliżu synagogi powodując śmierć 21 osób, w tym 14 niemieckich turystów. Do zamachu przyznała się Al-Ka’ida. W dniu święta Pesach synagoga jest celem pielgrzymek tunezyjskich Żydów.